# リンカーン郡 (ケンタッキー州)
リンカーン郡（英: Lincoln County）は、アメリカ合衆国ケンタッキー州の中央部に位置する郡である。2010年国勢調査での人口は24,742人であり、2000年の23,361人から5.9%増加した。郡庁所在地はスタンフォード市（人口3,487人）であり、同郡で人口最大の都市でもある。
リンカーン郡はダンビル小都市圏に属している。郡内のどこにおいてもアルコール飲料の販売が禁止されている「ドライ郡」（禁酒郡）である。

## 歴史
リンカーン郡は、バージニア州の最西部に構成されていた当初のケンタッキー郡から設立された3郡の1つとして、1780年に組織化された。他の2郡はファイエット郡とジェファーソン郡だった。1792年、この3郡がバージニア州から分離し、合衆国15番目の州としてケンタッキー州になった。
郡名はアメリカ独立戦争の将軍ベンジャミン・リンカーン（1733年-1810年）に因んで名付けられた。エイブラハム・リンカーンは郡の創設から29年後に生まれた。

## 地理
アメリカ合衆国国勢調査局に拠れば、郡域全面積は336.47平方マイル (871.5 km2)であり、このうち陸地336.26平方マイル (870.9 km2)、水域は0.21平方マイル (0.54 km2)で水域率は0.06%である。
リンカーン郡はケンタッキー州南中部にあり、ブルーグラス地域を取り囲むノブの環の南部にある。郡内にはグリーン川の水源がある。

### 隣接する郡
- ボイル郡 - 北西
- ゲアリド郡 - 北東
- ロックキャッスル郡 - 東
- プラスキ郡 - 南
- ケーシー郡 - 西

## 人口動態
以下は2000年国勢調査による人口統計データである。
| 基礎データ - 人口: 23,361人 - 世帯数: 9,206 世帯 - 家族数: 6,729 家族 - 人口密度: 27人/km2（70人/mi2） - 住居数: 10,127軒 - 住居密度: 12軒/km2（30軒/mi2） 人種別人口構成 - 白人: 96.12% - アフリカン・アメリカン: 2.53% - ネイティブ・アメリカン: 0.15% - アジア人: 0.10% - その他の人種: 0.38% - 混血: 0.72% - ヒスパニック・ラテン系: 0.89% 年齢別人口構成 - 18歳未満: 25.7% - 18-24歳: 8.4% - 25-44歳: 29.8% - 45-64歳: 23.1% - 65歳以上: 13.1% - 年齢の中央値: 36歳 - 性比（女性100人あたり男性の人口） - 総人口: 96.3 - 18歳以上: 94.1 | 世帯と家族（対世帯数） - 18歳未満の子供がいる: 33.7% - 結婚・同居している夫婦: 58.6% - 未婚・離婚・死別女性が世帯主: 10.3% - 非家族世帯: 26.9% - 単身世帯: 23.6% - 65歳以上の老人1人暮らし: 10.5% - 平均構成人数 - 世帯: 2.51人 - 家族: 2.95人 収入と家計 - 収入の中央値 - 世帯: 26,542米ドル - 家族: 32,284米ドル - 性別 - 男性: 26,395米ドル - 女性: 20,517米ドル - 人口1人あたり収入: 13,602米ドル - 貧困線以下 - 対人口: 21.1% - 対家族数: 16.4% - 18歳未満: 27.1% - 65歳以上: 22.9% |

## 都市と町
| - スタンフォード - 郡庁所在地 - クラブオーチャード - ハストンビル | - ウェインズバーグ - キングスマウンテン - ユーバンク、大半はプラスキ郡内 |